# Johannes Paul Chavanne

Johannes Paul Chavanne (2021)

Johannes Paul Chavanne OCist (* 18. März 1983 in Wien als Jakob Chavanne) ist ein österreichischer Ordenspriester, Prior und Pressesprecher des Stiftes Heiligenkreuz, Professor für Liturgiewissenschaft und Generalsekretär der Philosophisch-Theologischen Hochschule Benedikt XVI. in Heiligenkreuz.

## Leben und Wirken

### Herkunft
Jakob Chavanne wuchs in Wien auf und absolvierte dort am Gymnasium Kundmanngasse seinen Schulabschluss. Nach dem Präsenzdienst beim österreichischen Bundesheer engagierte er sich im Rahmen eines Projektes für Straßenkinder in Indien und studierte für einige Semester Rechtswissenschaften an der Universität Wien.

### Ordensleben und Werdegang
Am 14. August 2006 wurde Chavanne Novize im Zisterzienserkloster Stift Heiligenkreuz bei Wien und erhielt in Erinnerung an den kürzlich verstorbenen Papst Johannes Paul II. den Ordensnamen Johannes Paul. Im Anschluss an seine zeitliche Profess absolvierte er die theologischen Studien von 2007 bis 2012 an der Hochschule Heiligenkreuz. Während der Studienzeit engagierte sich Chavanne als Studienassistent am Institut für Pastoraltheologie und Religionspädagogik. Im August 2010 legte er die ewige Profess ab.
Sein Theologiestudium beschloss er 2012 mit der Diplomarbeit bei Andreas Schnider zum Beitrag benediktinischer Klöster an der Evangelisierung Europas. Am 12. August 2012 wurde er von Bischof Christian Werner zum Diakon, am 7. April 2013 von Erzbischof Christoph Schönborn zum Priester geweiht. Seine Heimatprimiz feierte der Neupriester in der Wiener Pfarre St. Rochus. Seit 12. Mai 2022 ist Chavanne Prior im Stift Heiligenkreuz.

### Pastorales Wirken
Chavanne war von 2013 bis 2015 Kaplan der Heiligenkreuzer Stiftspfarre Würflach und begleitete von September 2013 bis November 2022 im Auftrag der Österreichischen Bischofskonferenz als Seelsorger die Olympischen und Paralympischen Spiele. Zu seinem Nachfolger wurde der Salzburger Diözesanpriester Johannes Lackner bestellt. Zugleich obliegt Chavanne als Nachfolger von Karl Wallner die Berufungspastoral (von 2016 bis 2021) und die Öffentlichkeitsarbeit im Stift Heiligenkreuz sowie an der Hochschule Heiligenkreuz (seit September 2016). Seit 2021 ist er gewähltes Mitglied im Priesterrat der Erzdiözese Wien.

### Dozent und Wissenschaft
Im Jänner 2016 wurde ihm ein Lehrauftrag in Liturgiewissenschaft an der Hochschule Heiligenkreuz übertragen. 2017 folgte die Promotion an der Universität Wien mit der Doktorarbeit zu Friedensbegriffen in der Eucharistiefeier. Seit 2019 ist er Generalsekretär der Hochschule in Heiligenkreuz. Chavanne ist Mitglied der Diözesankommission für ökumenische Fragen der Erzdiözese Wien, Mitglied des Wissenschaftlichen Beirats der Liturgiewissenschaftlichen Gesellschaft Klosterneuburg und seit 2023 Mitglied der Liturgischen Kommission für Österreich (LKÖ). Im Jahr 2023 wurde er an der Katholisch-Theologischen Fakultät Trier im Fach Liturgiewissenschaft habilitiert, die Arbeit trug den Titel Die Kirche in den Texten ihres Gottesdienstes, Beitrag zu einer liturgischen Ekklesiologie. Im selben Jahr folgte die Berufung als Mitglied der Theologischen Kommission der Österreichischen Bischofskonferenz, 2024 seine Ernennung zum ordentlichen Professor für Liturgiewissenschaft an der Phil.-Theol. Hochschule Benedikt XVI. Heiligenkreuz.

## Auszeichnungen
- 2024: Kardinal-Innitzer-Förderungspreis für Theologie[16]

## Schriften (Auswahl)
- Pax. Friedensbegriffe in der Eucharistiefeier des Römischen Ritus (= Österreichische Studien zur Liturgiewissenschaft und Sakramententheologie. Nr. 9). LIT, Wien 2017, ISBN 978-3-643-50892-8 (zugleich Dissertation an der Universität Wien).
- Vom Geist der Liturgie. Ein Werk systematischer Liturgiewissenschaft? In: Ambo. Band 3, 2018, ZDB-ID 2865849-8, S. 338–350.
- Johannes Paul Chavanne (Hrsg.): Klare Worte. Predigten bei der Montagsmesse an der Hochschule Heiligenkreuz. Be&Be, Heiligenkreuz 2020, ISBN 978-3-903118-84-3.
- Das monastische Schuldkapitel. In: Joachim Werz (Hrsg.): Die Lebenswelt der Zisterzienser. Neue Studien zur Geschichte eines europäischen Ordens. Schnell + Steiner, Regensburg 2020, ISBN 978-3-7954-3471-7, S. 370–385.
- Wie der Himmel klingt. Eintauchen in die Musik der Stille mit dem Gregorianischen Choral. Molden Verlag, Wien/Graz 2022, ISBN 978-3-222-13677-1.
- Die Kirche in den Texten ihres Gottesdienstes. Beitrag zu einer liturgischen Ekklesiologie (= Theologie der Liturgie. Band 22). Pustet, Regensburg 2024, ISBN 978-3-7917-3537-5.